# Paňčakarma
Paňčakarma je sanskrtské slovo a znamená pět postupů. Podle ájurvédského lékaře Dípaka Čopry (Deepaka Chopry) se tím rozumí pravidelné čistění těla v pěti postupech  a probíhá dvěma způsoby: uklidněním přebytku dóš vhodnou stravou a bylinnými a minerálními preparáty
a vyloučením přebytku dóš z těla

## Pět postupů
Paňčakarma se skládá, v souladu s Čarakasanhitou z následujících pěti postupů:
- čistění nosu (nasja)
- čistění žaludku (vamana)
- čistění hlavy (viréčana)
- čistění střev bylinným odvarem (nirúha vasti)
- čistění střev přepuštěným máslem - ghí (snéha vasti)

### Tři stadia čistění
- Předběžné čistění (púrva-karma) - snéhana a svédana
- Primární čistění (pradhána-karma) - nasya, vamana, viréčána, nirúha vasti a snéha vasti
- Následné čistění (paščát-karma) - strava pro podpoření zažívání